# Michio Mamiya
Michio Mamiya ( jap.間宮 芳生, Mamiya Michio; Asahikawa, isla de Hokkaidō, Japón, 29 de junio de 1929-11 de diciembre de 2024) fue un compositor japonés.

## Biografía
En 1940 recibió lecciones de composición de Moroi Saburō . Fue alumno de Hiroshi Tamura en piano y de Tomojirō Ikenouchi en composición en la Universidad Nacional de Bellas Artes y Música de Tokio . Está particularmente interesado en la música tradicional japonesa. En sus obras intenta lograr una síntesis de la música europea y la música tradicional japonesa. También se ha interesado en explorer de la música tradicional de África, de Escandinavia, así como de numerosos países asiáticos. Como conferencista y conferenciante, trabajó en talleres y clínicas en Finlandia, la ex Unión Soviética, Canadá, los Estados Unidos de América, Hungría y China .
Compuso también bandas sonoras, destacando las que realizó para películas animadas del director Isao Takahata: Las aventuras de Horus, Príncipe del Sol (1968), Goshu, el violoncelista (1982) y La tumba de las luciérnagas (1988); como la también el documental del mismo director: La historia de los canales de Yanagawa (1987).
Dio clases en la Universidad Nacional de Bellas Artes y Música de Tokio y en la Escuela de Música Toho Gakuen . Sus obras han recibido numerosos premios y galardones en el país y en el extranjero.
Su opera para televisión Naru-kami fue galardonado con el gran premio de composión de Salzburgo.

## Trabajos

### Obras para orquesta
- 1954 Concierto para piano n. ° 1
- 1955 Sinfonía
- 1959 Concierto para violín n. ° 1
- 1965 Deux tableaux pour orchestre '65
- 1970 Concierto para piano n. ° 2
  1. Molto lento - Vivace - Lento
  2. Allegretto
- 1975 Concierto para violín n. ° 2
- 1975 Concierto para violonchelo
- 1978 concierto para orquesta
- 1985 Tableau pour orchestre '85
- Chasse au tigre en Inde
- 1990 Concierto para piano n. ° 3
- 1997 Concierto para piano n. ° 4
- 2002 Compañeros de la Tierra
- 2005 Tableau pour orchestre 2005

### Obras para orquesta de viento
- 1986 Obertura para banda
- 1989 March: Glory of Catalonia
- 1993 Berry and Step a Dance

### Música coral
- 1958 Composición para Coro No. 1 para coro mixto
- 1962 Composición para Coro No. 2 para coro mixto, flauta y percusión
- 1963 Composición para Coro No. 3 para coro masculino
- 1963 Composición para Coro No. 4 “Campo de niños” para coro y orquesta de iglesia
- 1966 5 canciones infantiles para coro infantil o femenino
  1. Zuizuizukkorobashi
  2. Otedama-uta (Canción de Hand Ball)
  3. Sansai-odori
  4. Tenman no ichi wa
  5. Karasu Kanemon Kanzaburo
- 1966 Composición para Coro No. 5 "Chojugiga" para coro mixto, contrabajo y percusión
- 1968 Composición para Coro No. 6 para coro masculino
- 1972 Composición para Coro No. 7 "Mammoth Cemetery" para coro de niños
- 1979 Até netsik para coro de niños (SSA) - Texto: Clive W. Nichol
- 1981 Composición para Coro No. 10 para coro mixto y piano
- 1983–1999 Estudios para coro
  1. Estudio I.
  2. Estudio II
  3. Estudio III
  4. Estudio IV
  5. Estudio V quinto
  6. Estudio VI furyu
  7. Estudio VII ritmo y shōga
  8. Estudio VIII armonía
- 1984 Composición para Coro No. 11 para coro mixto, biwa y percusión
- 1986 Composición para Coro No. 12 para coro infantil y orquesta de cuerdas
- 1988 Motet Vernale para coro de niños
- 1993 Composición para Coro No. 13 para coro mixto y percusión
- 1994–1995 Kigi no uta (Canción de árboles) compuesta con Olli Kortekangas, para coro infantil y percusión - Texto: Hajime Kijima y Samuli Paulaharju (japonés, finlandés, inglés)
- 1994 Composición para Coro No. 14 para coro masculino y percusión
  1. Shingon
  2. Kanjô
  3. Kassatzu
- 2002 Composición para Coro No. 15 para coro infantil y piano
- 2004 Composición para Coro No. 16 para coro mixto
- 2006 Songbirds of passage para coro infantil femenino
- 2007 Composición para Coro No, 17 para coro mixto

### Canto
- 1955–1999 Colección de canciones populares japonesas para voz y piano
- 1958 Canciones de amor de los poemas Manyōshū para alto y piano
- 1966 Spell para barítono y 13 intérpretes
- 1971 Serenata para soprano, 2 violines, viola, violonchelo y piano
- 1975 Bai para barítono y piano
- 1985 Mukashi-banashi "Oibore Kamisama" para voz, shinobue, shamisen, percusión y piano
- 1986 Serenata II para voz, violín and piano
- 1988 Dasuke no Kubi para voz, flauta, shamisen y percusión
- 1992 Sello postal de para cantante, 2 flautas dulces y laúd
- 1992 Far Beyond the Sky para voz y piano
- 1993 Yumetagai Nanaguratenchi Tsugaidan para voz, violín y shamisen
- 1994 Crossing para voz y 13 intérpretes
- 1997 Sugaebon Oku-jōruri I "Masu ga Makura ni" para 4 cantantes, 2 shamisen, biwa, shakuhachi, 2 shinobue y 2 percusiones
- 1997 Utsuho para koto y canto
- 1997 Ayukawa no...Tauta para koton, sangen y canto
- 1998 Sugaebon Oku-jōruri II "Shiohikari" para cinco voces, 2 shamisen, biwa, flute y 2 percusiones
- 1998 Kadha para shomyo y cello
- 1998 Tres canciones "Kani Tsun-tsun" para voz y piano
- 1999 Sugaebon Oku-jōruri III "Onibushi" ´para 4 voces, 2 shamisen, 2 shinobue (con shakuhachi) y percusión
- 2001 Serenade III "Germ" para voz, 2 violins, viola, 2 cellos y percusión
- 2003 Myth para voz y piano
- 2003 Snow in the Town para voz y piano
- 2004 Nanzo Tale para voz, biwa, shamisen, 2 kotos, shakuhachi, 2 shinobue y 3 percusión

### Música de cámara
- 1962 Tres movimientos para quinteto de viento
- 1963 Cuarteto de cuerdas No. 1
- 1966 sonata para violín, piano, percusión y contrabajo
- 1969 sonata para violonchelo solo
- 1970 Sonata para violín solo
- 1971 Serenata para soprano, 2 violines, viola, violonchelo y piano
- 1972 Seis canciones populares japonesas para violonchelo y piano
- Concierto de 1972 para 9 intérpretes para pequeño conjunto
- 1974 Homenaje a Chestnut Hill para violín, violonchelo y piano
- 1977 5 canciones populares finlandesas para violoncello y piano
  1. Miero vuotti uutta kuuta
  2. Joiku de reno para invierno
  3. El día de la danza del ciervo
- 1977 Piano Trio para piano, violín y violoncello
- 1980 Cuarteto de cuerdas n. ° 2
- 1982 Quinteto de cuerda
- 2001 Serenata No. 3 soprano "Germ", dos violines, viola, dos violonchelos y percusión - Texto: Walt Whitman y Hajime Kijima

### Música de piano
- 1955 3 invenciones
- 1955 Sonata para piano n. ° 1
- 1973 Sonata para piano n. ° 2
- 1977-1984 Seis preludios
- 1983 Diferencias
- 1987 Sonata para piano n. ° 3, "Primavera"

### Obras escénicas
- 1959 Mukashibanashi hitokai Tarobei (Tarobei el comerciante de esclavos) radio opera, 1 acto - libreto: Ichiro Wakabayashi
- 1963 Festival de ballet de Gion
- 1965 Nihonzaru Sukitoorime (El pintor simio clarividente) Ópera de radio, 1 acto - Libreto: Hajime Kijima
- 1974 Ópera de televisión Naru-Kami, 1 acto (galardonado en 1974 con el Gran Premio del concurso de composición en Salzburgo )[7]
- 1990 Yonaga-hime to Mimio (Yonaga-hime and Mimio) opera, 1 acto
- 1991 Chisaki Mono no Uta-monogatari: Tobikura Giga-kan Cuento de hadas musical para niños para actores Kyogen, shōmyō (cánticos budistas), coro infantil, 3 flautas, biwa y 4 percusionistas
- 1992 The Path of the White Wind para 2 actores Nō y 3 percusionistas
- 1999 Sugaebon Oku-jooruri (Balada dramática sobre el libro de Sugae ) para cantantes, instrumentos japoneses y percusión, 3 partes

### Música para instrumentos tradicionales japoneses
- 1957 Música para 4 Kotos
- 1957 Música para 3 kotos
- 1962 Cuarteto para Shakuhachi, Sangen y Two Kotos
- 1988 Kio,  Homenaje al poeta japonés Kio Kuroda, para violoncello y Shakuhachi (instrumento tradicional japonés = flauta de bambú)

### Bandas sonoras
- 1958 Senos jóvenes (trabajo en conjunto con Seiji Hiraoka)[8]
- 1959 Rabu retâ[9]
- 1968 Las aventuras de Horus, Príncipe del Sol[3]
- 1969 The River with No Bridge[8]
- 1970 The River with No Bridge (segunda parte)[8]
- 1971 En toiu onna[10]
- 1982 Goshu, el violoncelista[4]
- 1987 La historia de los canales de  Yanagawa[6]
- 1988 La tumba de las luciérnagas[5]